# Cool Carriers

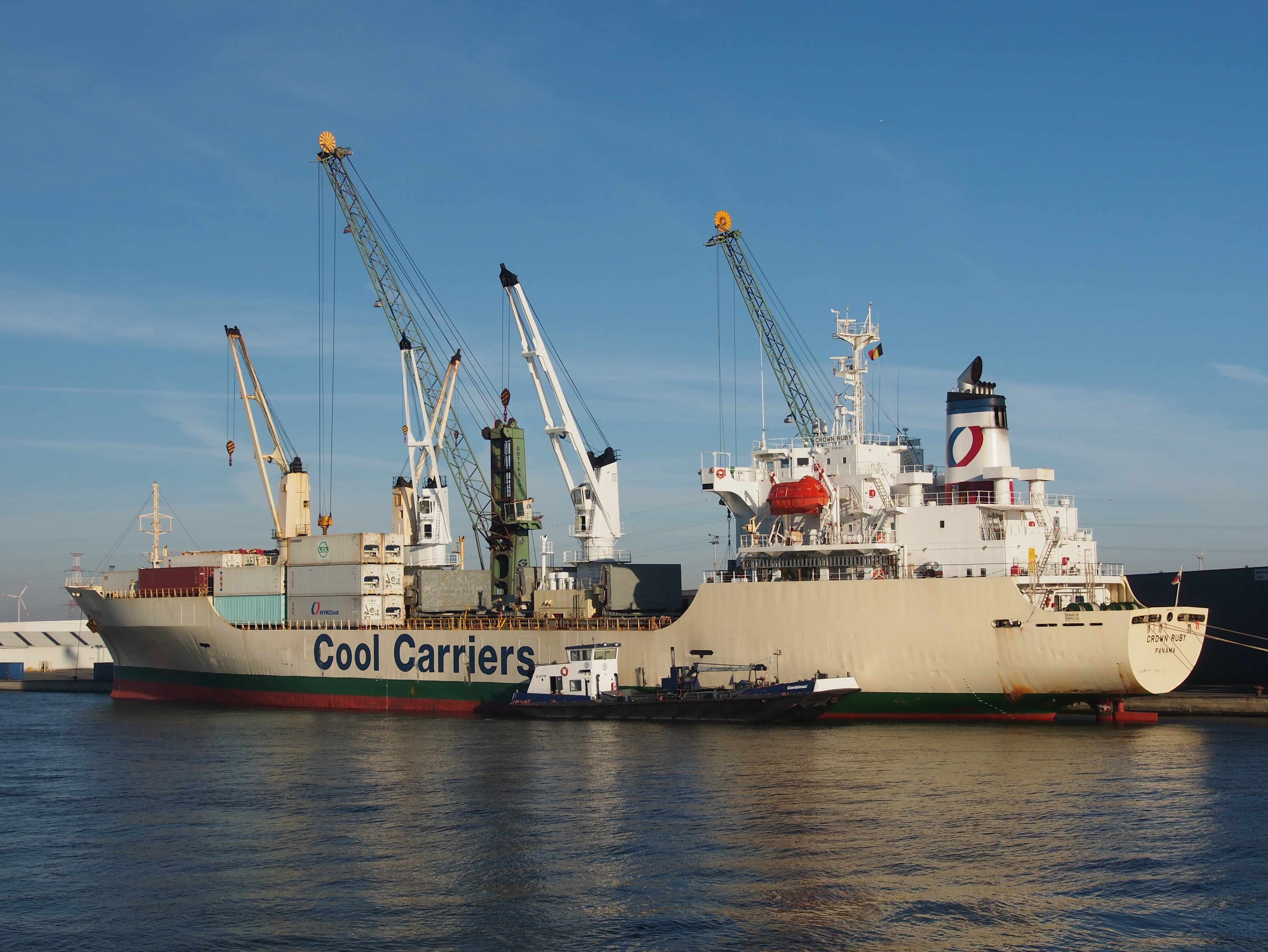
Die Crown Ruby in Antwerpen

Cool Carriers ist ein Schifffahrtsunternehmen in Schweden und gehört zur russischen Reedereigruppe Baltic Shipping mit dem Kühlschiffszweig Baltic Reefers. Das Unternehmen entstand ursprünglich aus Salén Reefer Services, die in den 1980er Jahren als die größte Reederei der Welt für den Schiffstransport von Bananen galt.
Nach mehrfachen Übernahmen und Umgruppierungen in LauritzenCool, NYKLauritzenCool und NYKCool wurde Cool Carriers von Baltic Shipping übernommen und firmiert mit Sitz in Stockholm wieder unter dem ursprünglichen Namen.

## Geschichte
Im Dezember 1984 erfolgte der Konkurs der Reedereigruppe Salén mit bedeutenden Kühlschiffsaktivitäten. Teile der Salén-Reefer-Schiffsflotte, der Organisation sowie des Salen-Personals wurden von Cool Carriers übernommen. Cool Carriers verfügte dadurch über wichtige Kühlschiffs-Technologien, große moderne Kühlschiffe und erfahrenes Personal auf den Kühlschiffen und in den Büros.
Im Jahr 2001 wurde Cool Carriers von Lauritzen übernommen und als LauritzenCool mit Sitz in Stockholm weitergeführt. 2005 wurde von LauritzenCool und Nippon Yusen Kabushiki Kaisha (NYK) die Reederei NYKLauritzenCool gegründet. Sie verfügte über rund 60 spezialisierte Kühlschiffe von 300.000 bis 760.000 cbf mit zusätzlicher Kapazität für Kühlcontainer an Deck. NYK übernahm 2007 die restlichen 50 % und das Unternehmen wurde in NYKCool umbenannt.
Nach acht Jahren wurde NYKCool an Baltic Reefers, einen Betreiber von Kühlschiffen und Teil der 1999 gegründeten Baltic-Shipping-Gruppe, verkauft. Hier wird die Kühlschiffsreederei unter dem alten Namen Cool Carriers als separat operierende Tochtergesellschaft mit rund 50 Kühlschiffen geführt, mit Schwerpunkten im Transport von Obst aus Argentinien, Südafrika und Marokko nach Europa sowie von Bananen aus Ecuador und Kolumbien hauptsächlich nach St. Petersburg.

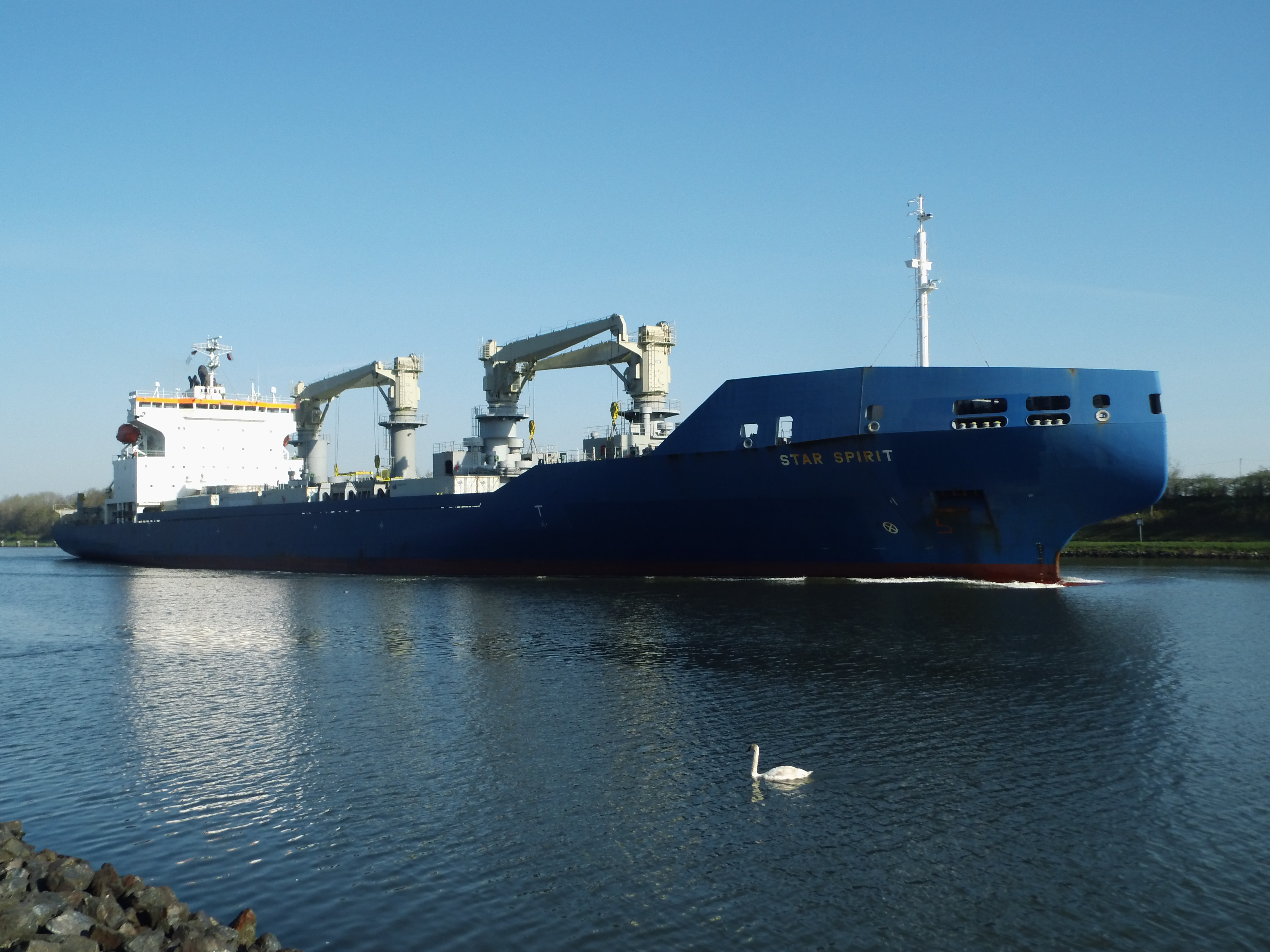
Die Star Spirit ist wie das Schwesterschiff Cool Spirit ein neues Kühlschiff vom Typ 650.000cf

## Neue Kühlschiffe
Neue Kühlschiffe für Cool Carriers wurden durch die Reederei Baltic Reefers geordert, die damit einen bedeutenden Werftauftrag zum Bau von neuen Kühlschiffen in Japan platzierte. Insgesamt wurden sechs Kühlschiffe bei der japanischen Werft Shikokudo in Japan für Cool Carriers bestellt. Hierzu gehören neben den vier Schiffen des Typ 650.000cf mit einer Vermessung von 17.420 BRZ auch zwei größere Kühlschiffe des Typs 880.000cf mit einer Vermessung von 22.450 BRZ. Das sind mit 880.000 cf die bisher größten Kühlschiffe.